# William John Hennessy
Pour les articles homonymes, voir Hennessy.
William John Hennessy, né en 1839 à Thomastown et mort en 1917, est un peintre irlandais.

## Biographie
William John Hennessy naît en 1839 à Thomastown. Il s'installe à New York avec sa famille en 1849. Il est élève de l'académie de New York, dont il est élu membre en 1863. Il habite Londres et la Normandie, dont il peint avec charme et vérité les paysages et les scènes rustiques.